# Deen (banda)
Deen (ディーン Dīn) es una banda japonesa, formada en 1993. Los miembros cambiaron hasta el lanzamiento del primer álbum, y desde allí Deen ha tenido cuatro miembros, el vocalista Shuichi Ikemori, el tecladista y líder Koji Yamane, guitarrista Shinji Tagawa y el baterista Naoki Utsumoto. En enero de 2000, Utsumoto dejó la banda. El grupo ha vendido más de 15 millones de copias.

## Historia
En la agencia "Being", Show Wesugi (vocalista original con Wands) y Tetsuro Oda hicieron la canción "Konomama Kimidake wo Ubaisaritai" ("Ahora, quiero besarme sólo contigo"). La banda se formó para cantar esta canción. La banda debutó con el sencillo el 10 de marzo de 1993. El sencillo fue certificado con un millón de ventas por la Industria de Grabación de Japón.
La banda originalmente parecía ser solo un proyecto, pero comenzaron a participar en shows en vivo en 1996. También comenzaron a lanzar sus sencillos producidos, pero sus ventas declinaron. Su canción de 1997 ""Yume de Aru Youni" ("Espero que solo sea un sueño"), escrita por ellos, fue adoptada por Tales of Destiny. No estaba más disponible para llegar al top 10 en charts de Oricon. Pero para los fanes, esta canción sigue siendo la más popular de toda la década.
En 1998, la banda se mudó al sello BMG Japan bajo la etiqueta de Berg, que consistía del "comienzo" de la agencia de los artistas. Desde su sencillo de 1999, "Just One", casi todos los sencillos habían sido producido por ellos, pero Utsumoto dejó Deen en 2000. Introdujeron música clásica en su música. En 2000, lanzaron una versión cover de la canción "Miagete Goran Yoru no Hoshi o", de Kyu Sakamoto, con la violinista Diana Yukawa. Comenzaron a llamar su estilo "Neo-AOR", después del álbum Pray.
La banda se movió completamente de la agencia "being" a BMG Japan en 2003. Su álbum Utopia, se lanzó el 5 de noviembre del 2003. En 2006, el mánager de béisbol Bobby Valentine participó en su vídeo musical de su canción "Diamond".
En 8 de junio de 2008, tuvieron su primer concierto en vivo en Nippon Budokan. El 10 de diciembre del 2008, lanzaron su sencillo, "Eien no Ashita" ("Eterno Mañana") adoptada por Tales of Hearts. El sencillo debutó en el número seis en las listas de sencillos semanales de Oricon.  Fue so posición más alta después de 1996.

## Discografía

### Sencillos
- 'Konomama Kimidake wo Ubaisaritai' (10 de marzo de 1993)
- 'Tsubasa wo Hirogete' (17 de julio de 1993)
- 'Memories' (22 de septiembre de 1993)
- 'Eien wo Azuketekure' (28 de noviembre de 1993)
- 'Hitomi Sorasanaide' (22 de junio de 1994)
- 'Teenage dream' (27 de marzo de 1995)
- 'Mirai no Tame ni' (19 de junio de 1995)
- 'Love Forever' (11 de diciembre de 1995)
- 'Hitori ja nai' (15 de abril de 1996) (canción de Dragon Ball)
- 'Sunshine on Summer Time' (1 de julio de 1996)
- 'Sugao de Waratteitai' (5 de agosto de 1996)
- 'Kimi ga Inai Natsu' (27 de agosto de 1997) (canción de Detective Conan)
- 'Yume de Aru Youni' (17 de diciembre de 1997) (canción de Tales of Destiny)
- 'Toi Sora de' (18 de febrero de 1998)
- 'Kimi Sae Ireba' (27 de mayo de 1998) (canción de principio de Cooking Master Boy)
- 'Tegotae no Nai Ai' (18 de noviembre de 1998)
- 'Toi Toi Mirai he' (25 de marzo de 1999)
- 'Just One' (23 de julio de 1999)
- 'My Love' (3 de noviembre de 1999)
- 'Power of Love' (19 de abril de 2000)
- 'Kanashimi no Mukogawa' (15 de noviembre de 2000)
- 'Miagetegoran Yoru no Hoshi wo' con Diana Yukawa (30 de enero de 2002)
- 'Yume de Aetara' (22 de mayo de 2002)
- 'Birthday eve Dareyorimo Hayai Ai no Uta' (2 de octubre de 2002)
- 'Tsubasa wo Kaze ni Nosete -fly away-' (2 de abril de 2003)
- 'Taiyō to Hanabira' (13 de agosto de 2003)
- 'Yutopia ha Miterunoni' (1 de octubre de 2003)
- 'Reru no Nai Sora he' (28 de abril de 2004)
- 'Strong Soul' (30 de junio de 2004)
- 'Ai no kane ga sekai ni hibikimasu youni' (22 de diciembre de 2004) - Deen con Yuka Kamebuchi & The Voices of Japan
- 'Konomama Kimidake wo Ubaisaritai/Tsubasa wo Hirogete' (26 de octubre de 2005)
- 'Starting Over' (24 de mayo de 2006)
- 'Diamond' (2 de agosto de 2006)
- 'Eien no Ashita' (10 de diciembre de 2008) (canción de Tales of Heart)
- 'Celebrate' (29 de abril de 2009)

#### Clásicos
- 'Classics One White Christmas Time' (25 de noviembre de 1999)
- 'Classics Two Sepia Aki Zakura -more & more-' (13 de septiembre de 2000)
- 'Classics Three Pastel Yume no Tsubomi' (25 de abril de 2007)
- 'Classics Four Blue Smile Blue' (22 de agosto de 2007)

### Álbumes
- Deen (14 de septiembre de 1994)
- I wish (9 de septiembre de 1996)
- Deen Singles + 1 (18 de marzo de 1998)
- The Day (16 de diciembre de 1998)
- 'Need Love (24 de mayo de 2000)
- Ballad in Blue : The greatest hits of Deen (6 de junio de 2001)
- Waon -Songs for children- (6 de marzo de 2002)
- Pray (20 de noviembre de 2002)
- Utopia (5 de noviembre de 2003)
- Road Crusin' (18 de agosto de 2004)
- Deen The Best Kiseki (23 de noviembre de 2005)
- Diamonds (11 de octubre de 2006)
- The Best Classics (25 de diciembre de 2007)
- NEXT STAGE (25 de marzo de 2009)

### VHS
- Deen Live Joy Special Yokohama Arena (21 de junio de 2000)
- on&off -tour document of 'need love- (6 de junio de 2001)
- on&off -tour document of unplugged live & recordings- (20 de noviembre de 2001)d
- Greatest Clips 1993-1998 (2 de abril de 2003)
- Greatest Clips 1998-2002 (2 de abril de 2003)

### DVD
- Deen Live Joy Special Yokohama Arena (6 de junio de 2001)
- on&off -tour document of 'need love- (6 de junio de 2001)
- on&off -tour document of unplugged live & recordings- (20 de noviembre de 2001)
- Greatest Clips 1993-1998 (2 de abril de 2001)
- Greatest Clips 1998-2002 (2 de abril de 2003)